# النقش جا 1028
النقش جا 1028 (ويُعرف أيضًا Ja 1028) هو نقش سبئي يعود تاريخه إلى أواخر مملكة حمير. وقد أمر به قائد جيش ذي نواس المدعو سرحان يقبل الذي قاده اليهود حيث احتفل بمذبحة المجتمع المسيحي في نجران وحرق كنيستهم مع الجيش في تحرك ضد المسيحيين الحبشيين في مملكة أكسوم المتمركزة في إثيوبيا.

## النص
الترجمة التالية تتبع ترجمة مجموعة نقوش جنوب الجزيرة العربية :
1 يبارك الله الذي له السموات والأرض الملك يوسف نصر يثر ملك القبائل ويبارك القيل ...

 2 لحيت يرحم، وسميفع سوع، وسرحول يقبل، وسرحول سعيد، بنو سرحول يكمل من عشيرة يزن وجدنم،
3 أنصار سيدهم الملك يوسف بن يسار حين أحرق الكنيسة وقتل الأحباش في ظفار وحرك حرباً ضد سرقون ورقب وفرنسيس.
4 سن، ومخون، وجلبوا الحرب (ضد) دفاع نجران. عزز سلسلة المندب، وكانوا معه. فأرسلهم بجيش. ما تمكن الملك من تحقيقه
5 للحصول على هذه الحملة كغنائم، بلغت اثني عشر ألف قتيل، وأحد عشر ألف أسير، واثنان
ستمائة وتسعون ألفًا من الإبل والبقر والحيوانات الصغيرة.102 كتب هذا النقش القيل سرحان يقبل من يزن، عندما كان في الحراسة ضد نجران
7 مع قبيلة همدان من المواطنين والبدو وقوات الهجوم من زعنان والعرب من كندة ومراد ومذحج، بينما كان القيل إخوته مع الملك يحرسون
8 على الساحل ضد الحبشة، بينما كانوا يعززون سلسلة منداب. هذا كل ما ذكروه في هذا النقش: القتلى والغنائم والخدمة في الحامية وكل ذلك في حملة واحدة فقط؛
9 ثم رجعوا إلى بيوتهم بعد ثلاثة عشر شهراً. فليبارك رحمن أبنائه سرحبل يكمل وحنين سر أبناء لحيت
10 ولحيت يرحم بن سمعان، ومرتدلن يمد بن سرحل من عشيرة يزن. شهر مدرنان من ستمائة
11 ثلاثة وثلاثون [523م]. لحماية السماوات والأرض وقوة الرجال، كان هذا النقش ضد أولئك الذين يريدون الأذى والإذلال. قد يكون رامن هو الأعلى،

 12- حمايتها من كل من يريد أن يهينها. تم وضع هذا النقش وكتابته وتنفيذه باسم رمين. تم وضع حديث. بأمر رب اليهود. بواسطة ذو الثناء العظيم.

## التفسير والأهمية
يعتبر النقش جا 1028 المصدر المكتوب الوحيد المتبقي من داخل مملكة حمير الذي يصف مذبحة المسيحيين في نجران. يربط النقش بين مذبحة المسيحيين والحرب ضد مملكة أكسوم والدفاع عن اليهودية. ونتيجة لهذا الحدث، أدى الرد القوي من الآكوميين إلى هزيمة مملكة حمير.
يستدعي النقش الله باستخدام اسم رحمن، وهو الاسم الشخصي النموذجي لله المستخدم منذ أن تحولت مملكة حمير إلى اليهودية وابتعدت عن الممارسات الوثنية. ويمكن العثور على عبارات مثل الإشارة إلى حماية السماوات والأرض، وحماية الرحمن، وارتباط الرحمن بالسماوات والأرض في النقوش الحميرية ذات الصلة، مثل ري 507 و ري 508. يمكن أيضًا رؤية الإشارة إلى رحمنان باعتباره "رب اليهود" في نقش Ry 515، وهو معاصر لـنقش Ja 1028. 
يُستخدم اسمان لله في جا 1028 (وري 515): رب-هود ب-رحمن ، "رب اليهود بواسطة/مع الرحمن"، ورب-هد ب-محمد : "رب اليهود بواسطة/مع (؟) الحمد". وهما مرتبطان بحرف الجر (بـ)، مما يعني أن الإلهين كيان واحد. ربما يُميّز بين الإلهين أو الجمع بينهما. قد تشير الأدلة من نقش آخروهو النقش CIH 543، إلى أن الاثنين كيانان منفصلان.

## طالع أيضًا
- دجي 23 [الإنجليزية]
- اليهودية في بلا العرب قبل الإسلام [الإنجليزية]